# Xintiandi (stacja metra)
Xintiandi (chiń. 一大会址·新天地站) – stacja początkowa metra w Szanghaju, na linii 10. Zlokalizowana jest pomiędzy stacjami Laoximen i Shaanxi Nan Lu. Została otwarta 10 kwietnia 2010.